# بخش مرجع
بخش مرجع یکی از بخش‌های هر کتابخانه است. بخش مرجع محل نگهداری منابع مرجع است و یکی از بخش‌های ارتباط مستقیم کتابدار با مراجعه‌کننده‌است..